# 林文秸
林文秸，字嘉亨，福建闽县人，明朝政治人物。

## 生平
永乐九年（1411年）辛卯科福建鄉試舉人。十三年（1415年）乙未科进士，选庶吉士，拜王府审理，改湖廣岳州府通判，曾任云贵乡试主考官。
正統六年任江西辛酉科江西鄉試副主考。

## 家族
兄林文秩。